# Quinatzin Tlaltecatzin
Quinatzin Tlaltecatzin (... – 1357/1377) è stato un nobile amerindio, 1º tlatoani (re) della città stato di Texcoco, nell'odierno Messico, dal 1298 ad un anno tra il 1357 ed il 1377. Egli è inoltre il primo sovrano conosciuto ad aver retto come monarca il centro abitato mesoamericano.

## Biografia
Una volta divenuto tlaotlani trasferì la capitale dello stato dei Chichimechi a Texcoco, relegando la città di Tenayuca, precedente sede dei monarchi, ad un sito di secondaria importanza. 
I genitori di Quinatzin erano Tlotzin Pochotl ed una nobildonna chiamata Icpacxochit. 
La moglie del 1° tlatoani di Texcoco fu una principessa degli Huexotla, Cuauhcihuatzin, madre del futuro re Techotlalatzin.